# Palloptera albertensis
Palloptera albertensis är en tvåvingeart som beskrevs av Johnson 1921. Palloptera albertensis ingår i släktet Palloptera och familjen prickflugor. Inga underarter finns listade i Catalogue of Life.